# 名探偵コナンのOVA一覧
名探偵コナンのOVA一覧（めいたんていコナンのOVAいちらん）では、テレビアニメ『名探偵コナン』のOVA作品について解説する。

## 概要
テレビアニメ『名探偵コナン』のOVAシリーズで、2000年から制作・販売されている。週刊少年サンデーのVHS『名探偵コナン応募者全員サービス』とそのエピソードをまとめたDVD「SECRET FILE」、劇場版とリンクするストーリーを収録したDVD「MAGIC FILE」「BONUS FILE」に大別される。
OVAシリーズの特徴として、凶悪な事件を中心に展開されているテレビアニメ版や劇場版とは異なり、キャラクターの日常で起こるコミカルな騒動などを描いた事件が多い。また、発売と同年に公開の劇場版で、主人公・江戸川コナンと同様に活躍をするキーキャラクターも一緒にメインとして描かれるプレストーリーとしての傾向も強い。そのこともあって2012年までは毎年OVAが発売されていた。
2013年以降は劇場版のプレストーリーが毎年4月にテレビアニメで放送されるようになったことや、劇場版のプロローグ及びサイドストーリーがSCRAP主催の体験型ゲームイベントであるリアル脱出ゲームとして2017年から実施されるようになったこともあり、OVAは発売されていない。

## 応募者全員サービス
当初は、週刊少年サンデーのVHS『名探偵コナン応募者全員サービス』として発売。2006年以降はDVD収録となった。シリーズ化後、本シリーズのエピソードをまとめて収録したDVD「SECRET FILE」が発売された。なお、「KID in TRAP ISLAND」「ロンドンからのマル秘指令!」「えくすかりばあの奇跡」の3作は、単巻での発売以来いずれの媒体にも収録されておらず、現在では入手困難となっている。
応募者全員サービスは、『まじっく快斗』を原作とした第1作目・第4作目、『えくすかりばあ』を原作とした第12作目（「MAGIC FILE」と「BONUS FILE」の各シリーズを加えてOVAとしては通算第17作目）以外は、全てオリジナルエピソードである。また、何作かは劇場版やTVシリーズのサイドストーリーともなっている（ただし該当エピソードのテレビ放送分は原作付きである）。
2010年までは秋に応募者全員サービスが実施されていたが、2011年は『ホームズの黙示録』の放送に合わせて春からの実施となり、2012年も同時期にされていた。

### 各話リスト
| 収録DVD           | サブタイトル                              | 脚本     | 絵コンテ   | 演出       | 作画監督 （総作画監督）              | 単巻 発売年 |
| ----------------- | ----------------------------------------- | -------- | ---------- | ---------- | ------------------------------------ | ----------- |
| SECRET FILE Vol.1 | コナンvsキッドvsヤイバ 宝刀争奪大決戦!!   | 古内一成 | 山本泰一郎 | 山本泰一郎 | 青野厚司                             | 2000年      |
| SECRET FILE Vol.1 | 16人の容疑者!?                            | 古内一成 | 山本泰一郎 | 戸澤稔     | 佐々木恵子                           | 2002年      |
| SECRET FILE Vol.1 | コナンと平次と消えた少年                  | 古内一成 | 松園公     | 浅見松雄   | 小林勝利 （佐々木恵子）              | 2003年      |
| SECRET FILE Vol.2 | コナンとキッドとクリスタル・マザー        | 古内一成 | 青木悠三   | 萩原露光   | 西城隆詞 渡辺章 （とみながまり）     | 2004年      |
| SECRET FILE Vol.2 | 標的は小五郎!! 少年探偵団マル秘調査       | 古内一成 | 奥脇雅晴   | 山本秀世   | 藤岡真紀 （とみながまり）            | 2005年      |
| SECRET FILE Vol.3 | 消えたダイヤを追え! コナン・平次vsキッド! | 古内一成 | 水原正則   | 戸澤稔     | 岡本真由美 崎山知明 （とみながまり） | 2006年      |
| SECRET FILE Vol.3 | 阿笠からの挑戦状! 阿笠vsコナン&少年探偵団 | 古内一成 | 高橋滋春   | 高橋滋春   | 小林ゆかり （青野厚司）              | 2007年      |
| SECRET FILE Vol.4 | 女子高生探偵 鈴木園子の事件簿             | 古内一成 | 山田一豊   | 小林浩輔   | わたなべはやと 霧島春奈              | 2008年      |
| SECRET FILE Vol.4 | 10年後の異邦人                            | 古内一成 | 金崎貴臣   | 京極尚彦   | 佐々木恵子                           | 2009年      |
| -                 | KID in TRAP ISLAND                        | 古内一成 | 辻初樹     | 戸澤稔     | 佐々木恵子                           | 2010年      |
| -                 | ロンドンからのマル秘指令!                 | 古内一成 | 鎌仲史陽   | 鎌仲史陽   | 佐々木恵子                           | 2011年      |
| -                 | えくすかりばあの奇跡                      | 古内一成 | 鎌仲史陽   | 鎌仲史陽   | 井上香織 大友健一 岩井伸之           | 2012年      |

### コナンvsキッドvsヤイバ 宝刀争奪大決戦!!
2000年のOVA作品。OVA第1作。原作は『まじっく快斗』第3巻に掲載された「刃vs.快斗!」。本作は、コナンのキャラクターが登場するオリジナルストーリーとなっている。監督は山本泰一郎。快斗・YAIBA側のデザインと作画監督（コナンも兼任）を務めた青野厚司によると、快斗側のキャラクターデザインは翌年に放送されるテレビスペシャル用にとみながまりが起こしたデザインを流用し、YAIBA側のキャラクターデザインは原作者の青山が新装版用に描き下ろした現行のデザインとテレビアニメ『剣勇伝説YAIBA』のデザインを基に今作独自のデザインを起こしたという。
『名探偵コナン SECRET FILE Vol.1』『まじっく快斗 〜TREASURED EDITION〜 3』に収録。
登場人物
『名探偵コナン』からの登場人物
- 江戸川コナン - 高山みなみ
- 工藤新一 - 山口勝平
- 毛利蘭 - 山崎和佳奈
- 服部平次 - 堀川りょう
- 灰原哀 - 林原めぐみ
- 毛利小五郎 - 神谷明
- 吉田歩美 - 岩居由希子
- 円谷光彦 - 大谷育江
- 小嶋元太 - 高木渉

『まじっく快斗』からの登場人物
- 怪盗キッド - 山口勝平
- 小泉紅子 - 林原めぐみ
- 中森銀三 - 石塚運昇

『YAIBA』からの登場人物
- ヤイバ - 高山みなみ
- 峰さやか - 三石琴乃
- 鬼丸猛 - 堀川りょう
- 宮本武蔵 - 佐藤正治
- 鉄剣十郎 - 島田敏
- 峰雷蔵 - 玄田哲章
- 峰静香 - 寺瀬今日子
- ご隠居（さやかの祖母） - 鈴木れい子
- カゲトラ - 江川央生
- 庄之助 - 堀川りょう
- ゲロ左衛門 - 田中一成

エンディングテーマ
- 「夏の幻」（GARNET CROW）

### 16人の容疑者!?
2002年のOVA作品。OVA第2作である。登場するレギュラーメンバー全員が容疑者となるシリーズ初のストーリー。服部平次と遠山和葉が妃英理と会っている描写は、現在まで原作・テレビシリーズ・劇場版いずれにも無く、本作が唯一となっている。また、佐藤美和子も原作では、後年の単行本62巻File.12「オレの推理」で平次や和葉と初対面となるが、アニメは本作で既に面識がある。監督は山本泰一郎。キャラクターデザインは須藤昌朋。本作からデジタル制作となっている。
『名探偵コナン SECRET FILE Vol.1』に収録。
登場人物
- 江戸川コナン - 高山みなみ
- 工藤新一 - 山口勝平
- 毛利蘭 - 山崎和佳奈
- 服部平次 - 堀川りょう
- 遠山和葉 - 宮村優子
- 毛利小五郎 - 神谷明
- 妃英理 - 高島雅羅
- 灰原哀 - 林原めぐみ
- 阿笠博士 - 緒方賢一
- 鈴木園子 - 松井菜桜子
- 白鳥任三郎 - 井上和彦
- 高木刑事 - 高木渉
- 佐藤美和子 - 湯屋敦子
- 小嶋元太 - 高木渉
- 吉田歩美 - 岩居由希子
- 円谷光彦 - 大谷育江
- 目暮十三 - 茶風林

エンディングテーマ
- 「Winter Bells」（倉木麻衣）

### コナンと平次と消えた少年
2003年のOVA作品。OVA第3作。監督は山本泰一郎、キャラクターデザインは須藤と山中純子。『名探偵コナン SECRET FILE Vol.1』に収録。

### コナンとキッドとクリスタル・マザー
2004年のOVA作品。OVA第4作。監督は佐藤真人、この作品からキャラクターデザインがとみながまりとなる。『名探偵コナン SECRET FILE Vol.2』に収録。

### 標的は小五郎!! 少年探偵団マル秘調査
2005年のOVA作品。OVA第5作。監督は佐藤真人。『名探偵コナン SECRET FILE Vol.2』に収録。
登場人物
- 江戸川コナン - 高山みなみ
- 灰原哀 - 林原めぐみ
- 円谷光彦 - 大谷育江
- 吉田歩美 - 岩居由希子
- 小嶋元太 - 高木渉
- 毛利小五郎 - 神谷明
- 毛利蘭 - 山崎和佳奈
- 小林澄子 - 加藤優子
- 阿笠博士 - 緒方賢一
- 村上雅也 - 小野大輔
- 矢野悦子 - 山縣里美
- 依頼人の女の子 - 城雅子
- 村上雅也を誘拐した男 - 今村直樹

エンディングテーマ
- 「忘れ咲き」（GARNET CROW）

### 消えたダイヤを追え! コナン・平次vsキッド!
2006年のOVA作品。OVA第6作。監督は佐藤真人。『名探偵コナン SECRET FILE Vol.3』に収録。
登場人物
- 江戸川コナン - 高山みなみ
- 服部平次 - 堀川りょう
- 毛利蘭 - 山崎和佳奈
- 中森銀三 - 石塚運昇
- 毛利小五郎 - 神谷明
- 沖野ヨーコ - 長沢美樹
- 遠山和葉 - 宮村優子
- 工藤新一 - 台詞なし
- 精肉店の男 - 後藤史彦
- 精肉店の女 - きのしたゆうこ
- 服部平次に似た声の男 - 北島淳司
- 沖野ヨーコに似た声の女 - 三浦雅子
- 布川貴文 - 堀川りょう
- 岩爪一真 - 稲葉実
- 森脇会社員 - 小伏伸之
- アナウンサー - 岡田佐知恵
- 怪盗キッド - 山口勝平

エンディングテーマ
- 「悲しいほど貴方が好き」（ZARD）

### 阿笠からの挑戦状! 阿笠vsコナン&少年探偵団
2007年のOVA作品。OVA第7作。監督は山本泰一郎。この作品からキャラクターデザインが須藤と山中に戻る。『名探偵コナン SECRET FILE Vol.3』に収録。
登場人物
- 江戸川コナン - 高山みなみ
- 灰原哀 - 林原めぐみ
- 円谷光彦 - 大谷育江
- 小嶋元太 - 高木渉
- 吉田歩美 - 岩居由希子
- 毛利蘭 - 山崎和佳奈
- 毛利小五郎 - 神谷明
- 鈴木園子 - 松井菜桜子
- 高木刑事 - 台詞なし
- 佐藤美和子 - 台詞なし
- 与田治 - 小野坂昌也
- 小倉ミキ - 鈴木麻里子
- 阿笠博士 - 緒方賢一

エンディングテーマ
- 「白い雪」（倉木麻衣）

### 女子高生探偵 鈴木園子の事件簿
2008年のOVA作品。『工藤新一 謎の壁と黒ラブ事件』を加えてOVA通算第9作目。監督は山本泰一郎。『名探偵コナン SECRET FILE Vol.4 』に収録。
登場人物
- 江戸川コナン - 高山みなみ
- 鈴木園子 - 松井菜桜子
- 毛利蘭 - 山崎和佳奈
- 工藤新一 - 山口勝平
- 灰原哀 - 林原めぐみ
- 円谷光彦 - 大谷育江
- 吉田歩美 - 岩居由希子
- 小嶋元太 - 高木渉
- 毛利小五郎 - 神谷明
- 阿笠博士 - 台詞なし
- 目暮十三 - 茶風林
- 高木刑事 - 高木渉
- 中道 - 福島潤
- 会沢栄介 - 菅沼久義
- 東田直也 - 浪川大輔
- 西崎栄子 - 新井里美
- 南沢淳平 - 奈良徹
- 北野強 - 鳥海勝美
- 大下武男 - 木村雅史

エンディングテーマ
- 「雪どけのあの川の流れのように」（三枝夕夏 IN db）

### 10年後の異邦人
2009年のOVA作品。『新一と蘭・麻雀牌と七夕の思い出』を加えてOVA通算第11作目。江戸川コナンとして成長した10年後の世界を舞台にしている。また、神谷明が演じた毛利小五郎が登場する最後のOVA作品である。監督は於地紘仁。
特徴として、コナン・光彦・元太が声変わりしている（コナンは新一の同一声色〈担当声優も山口勝平が演じている〉）。また、容姿については、元太・光彦・歩美は劇場版『天国へのカウントダウン』内で登場した、10年後の姿予想システムでの予想結果画像とほぼ同じになっている。ただし、コナンはメガネを掛けた工藤新一の姿に、灰原は宮野志保の姿に戻りつつある状態であった。
また、人物相関図も通常ストーリーや一部OVAとは若干変更されている（コナンのアポトキシン4869解毒薬の耐性確立と、黒の組織との決着がつかないまま10年経過した設定のため）。
※『名探偵コナン SECRET FILE Vol.4 』に収録。
登場人物
- 江戸川コナン - 高山みなみ
- 工藤新一 - 山口勝平
- 灰原哀 - 林原めぐみ
- 毛利蘭 - 山崎和佳奈
- 服部平次 - 堀川りょう
- 遠山和葉 - 宮村優子
- 吉田歩美 - 岩居由希子
- 円谷光彦 - 大谷育江
- 小嶋元太 - 高木渉
- 毛利小五郎 - 神谷明
- 鈴木園子 - 松井菜桜子
- 新出智明 - 堀秀行
- 沖野ヨーコ - 台詞なし
- 女性リポーター - 荒井静香
- ウォッカ - 台詞なし
- ジン - 台詞なし

エンディングテーマ
- 「Doing all right」（GARNET CROW）

### KID in TRAP ISLAND
2010年のOVA作品。『大阪お好み焼きオデッセイ』を加えてOVA通算第13作目。怪盗キッドと少年探偵団の交流が描かれるアクションミステリー。また、OVA版では本作が石塚運昇の演じた中森警部が登場する最後の作品ともなった。監督は於地紘仁。
登場人物
- 江戸川コナン - 高山みなみ
- 吉田歩美 - 岩居由希子
- 円谷光彦 - 大谷育江
- 小嶋元太 - 高木渉
- 毛利蘭 - 山崎和佳奈
- 中森銀三 - 石塚運昇
- 鈴木園子 - 松井菜桜子
- 八神利大 - 野島裕史
- 中森警部の部下 - 陶山章央、石野竜三、小田敏充
- 根津新蔵の部下 - 松本大、宇垣秀成
- 根津新蔵 - 飯塚昭三
- 怪盗キッド - 山口勝平

エンディングテーマ
- 「Hello Mr. my yesterday」（Hundred Percent Free）

### ロンドンからのマル秘指令!
2011年のOVA作品。『新潟〜東京 おみやげ狂騒曲』を加えてOVA通算第15作目。監督は於地紘仁。

### えくすかりばあの奇跡
2012年のOVA作品。『ファンタジスタの花』を加えてOVA通算第17作目。監督は鎌仲史陽。

## MAGIC FILE・BONUS FILE

### MAGIC FILE
2008年から発売された劇場版とリンクするストーリーを収録したオリジナルDVDシリーズそれぞれ映画作品との関連作品として制作されている。
2007年の「MAGIC FILE」はテレビアニメ作品をまとめたDVDであるため、本ページでは除外する。「MAGIC FILE」はPPVと謎解きゲームが加わった2枚組ディスク・ガイドブック・ミステリーカードがセットになっている。作品は全てセブン-イレブンにて独占販売されていた。

### BONUS FILE
「MAGIC FILE」同様、劇場版とリンクするストーリーを収録したオリジナルDVDシリーズで、作品は全てセブン-イレブンにて独占販売されていた。
「BONUS FILE」はオリジナルストーリーと、特典として上映フィルムのプレゼント応募券が同封されている。また、劇場版シリーズを収録したDVDスペシャルエディションの特典ディスクも収録されている。
監督はMAGIC FILE、BONUS FILE共に山本泰一郎が務めている。

### 各話リスト
| サブタイトル                   | 脚本       | 絵コンテ   | 演出       | 作画監督                       | 発売年 発売日  |
| MAGIC FILE                     | MAGIC FILE | MAGIC FILE | MAGIC FILE | MAGIC FILE                     | MAGIC FILE     |
| ------------------------------ | ---------- | ---------- | ---------- | ------------------------------ | -------------- |
| 工藤新一 謎の壁と黒ラブ事件    | 古内一成   | 秋津南     | 堀内直樹   | 竹内昭 菅原浩喜 川口弘明       | 2008年 4月19日 |
| 新一と蘭・麻雀牌と七夕の思い出 | 古内一成   | 大庭秀昭   | 大庭秀昭   | 藤原りえ                       | 2009年 4月18日 |
| 大阪お好み焼きオデッセイ       | 古内一成   | 辻初樹     | 辻泰永     | 佐々木恵子                     | 2010年 4月17日 |
| 新潟〜東京 おみやげ狂騒曲      | 古内一成   | 山本泰一郎 | 山本泰一郎 | 佐々木恵子                     | 2011年 4月16日 |
| BONUS FILE                     |            |            |            |                                |                |
| ファンタジスタの花             | 古内一成   | 高林久弥   | 高林久弥   | 白井裕美子 高須美野子 西真由子 | 2012年 4月14日 |

## 『名探偵コナン』に関連するOVA作品

### 青山剛昌短編集
さまよえる赤い蝶
工藤優作を主人公にしたOVA作品。『青山剛昌短編集』に収録。本作の時間軸では、まだ新一（コナン）は生まれていないため、『名探偵コナン』としてはカウントされていない。

夜空に飛び立つ10個の惑星
工藤優作を主人公にしたOVA作品。『青山剛昌短編集2』に収録。コナンは赤ん坊時代の新一として登場。『名探偵コナン』としては番外編となる。
名探偵コナン7分間スペシャル 謎の殺人計画
『青山剛昌短編集2』に収録。コナンと少年探偵団が登場する。

### 小学館図鑑付録ビデオ
1998年から主に小学館の図鑑に付録されているVHS・DVDとして発売。ただし例外として、「科学館 謎の招待状事件」「熱中症の謎を解け！」「防犯ガイド」は図鑑の付録以外で発売されている。なお、2003年発売の「町探検！動物マークをゲットせよ！」まではVHSのみの収録であり、DVD化はされていない。2008年以降の作品はDVDのみでの発売となっている。いずれも現在では入手困難であり、その中でも「熱中症の謎を解け！」「防犯ガイド」は非売品・業務用なので一般では入手不可である。
| サブタイトル                     | 脚本              | 監督       | 作画監督   | 発売年 発売日      | 形態 |
| -------------------------------- | ----------------- | ---------- | ---------- | ------------------ | --- |
| 不思議実験やってみよう！         | 玉井潤 喜多真佐武 | 佐藤真人   | 兵頭敬     | 1998年 6月26日     | 小学館「21世紀こども百科 科学館」付録                                                                    |
| 科学館 謎の招待状事件            | 玉井潤            | 佐藤真人   | 宍戸久美子 | 1998年 9月9日      | 一般販売のセルビデオ                                                                                     |
| 縄文体験やってみよう！           | 古内一成          | 佐藤真人   | 須藤昌朋   | 1999年 6月25日     | 小学館「21世紀こども百科 歴史館」付録                                                                    |
| インターネット謎のメール事件     | 宮下隼一          | 佐藤真人   | 堀内博之   | 2000年 6月23日     | 小学館「21世紀こども百科 第２版（WOW！）」付録                                                           |
| ピラミッドからの挑戦状！         | 古内一成          | 佐藤真人   | 宍戸久美子 | 2001年 6月22日     | 小学館「世界遺産ふしぎ探検大図鑑WONDER-PAL」付録                                                         |
| 謎のすい星怪獣を追え！           | 古内一成          | 佐藤真人   | 堀内博之   | 2001年 11月6日     | 小学館「21世紀こども百科 宇宙館」付録                                                                    |
| 古代恐竜の謎に迫れ！             | もりたくみ 寺野竜 | 佐藤真人   | 宍戸久美子 | 2002年 6月21日     | 「小学館の図鑑 NEO 4冊セット」付録                                                                       |
| 熱中症の謎を解け！               | -                 | -          | -          | 2002年 9月（制作） | 小学校用の学習ビデオとして大塚製薬の協賛で制作。 希望する小中学校に2003年5月中旬から寄贈された。非売品。 |
| 町探検！動物マークをゲットせよ！ | 宮下隼一          | 佐藤真人   | 佐々木恵子 | 2003年 6月20日     | 小学館「自由研究わくわく探検大図鑑」付録                                                                 |
| 防犯ガイド                       | -                 | -          | -          | 2008年             | 子ども向けの防犯教育用DVDとして小学館から配布。業務用。                                                  |
| びっくり生き物大集合！           | -                 | 山本泰一郎 | 岩井伸之   | 2013年 6月15日     | 小学館「図鑑NEOシリーズ」付録                                                                            |